# Prisca Singamo
Prisca Singamo (ur. 2 stycznia 1976) – malawijska lekkoatletka specjalizująca się w biegu średniodystansowym.
Brała udział w biegu na 800 metrów na Letnich Igrzyskach Olimpijskich 1992, odpadając w eliminacjach.